# Šibeniks stadshus
Šibeniks stadshus (kroatiska: Šibenska gradska vijećnica), lokalt kallat Stadshuset (Gradska vijećnica), är en kulturmärkt byggnad i Šibenik i Kroatien. Benämningen 'stadshus' har varit i bruk sedan 1900-talet. Namnet till trots används inte byggnaden av Šibeniks stadsfullmäktige mer än i ceremoniella sammanhang. Historiskt har byggnaden kallats Stadsloggian (Gradska loža). Det sistnämnda namnet används än idag i vissa sammanhang.
Stadshuset uppfördes åren 1533–1547 vid stadens huvudtorg och bär stildrag från renässansen. Det förstördes under andra världskriget men återuppbyggdes gradvis i ursprungligt skick åren 1949–1960. Byggnadens bottenvåning används idag till restaurangverksamhet. På den övre våningen finns en representativ sal som används vid olika evenemang eller ceremonier.  

## Historik
Šibeniks stadshus eller Stadsloggian uppfördes mitt emot Sankt Jakobs katedral under 1500-talets första hälft och ersatte då en äldre loggia som i sin tur hade stått på platsen sedan det tidiga 1300-talet. Vid tiden för dess uppförande var loggian stadens mest representativa profana byggnad. Vem som är arkitekten bakom den ursprungliga byggnaden är okänt. Stildragen antyder dock och tillskrivs i viss litteratur den i det samtida Dalmatien verksamme venetianske arkitekten Michele Sanmicheli.       
Under andra världskriget och det tyska styret, den 13 december 1943, totalförstördes byggnaden då de allierade flygbombade Šibenik. Byggnaden återuppbyggdes därefter och återställdes i ursprungligt skick enligt ritningar av arkitekten Harold Bilinić. 

## Arkitektur
Šibeniks stadshus har två våningar. Bottenvåningen har en öppen portik med nio stora bågar. Övre planet har en loggia med en balustrad. Centralt på den andra våningen finns en balkong. 